# Tijucas do Sul
Tijucas do Sul ist ein brasilianisches Munizip im Südosten des Bundesstaats Paraná. Es hat 17.621 Einwohner (2022), die sich Tijucaner-do-Sul nennen. Seine Fläche beträgt 672 km². Es liegt 927 Meter über dem Meeresspiegel.

## Etymologie
Der Name geht auf das Vorhandensein von Tümpeln und schlammigen Gebieten mit schwarzem Lehm zurück, die von den Ureinwohnern Tijuca genannt wurden.
Im Jahr 1882 wurde unter Anrufung der Nossa Senhora das Dores eine Pfarrei mit der Bezeichnung Ambrósios als Bezirk des Munizips São José dos Pinhais gegründet.
Nach Ende der Föderalistischen Revolution entstand dort eine neue Siedlung. Sie erhielt 1938 den Namen Tijucas. Im Dezember 1943 wurde sie in Aruatã umbenannt. Mit der Erhebung zum Munizip wurde sie wieder Tijucas genannt, wobei der Zusatz do Sul der Unterscheidung von dem gleichnamigen Munizip in Santa Catarina diente.

## Geschichte

### Urbevölkerung und Goldsucher
Vor der Ankunft der Europäer war das Gebiet von Tijucas do Sul von Kaingang und Tupi-Guarani bewohnt. Nach der Entdeckung Brasiliens ließen sich Leute aus São Paulo, São Vicente und Portugal auf ihrer Suche nach Gold in kleinen Ansiedlungen nieder. Im Laufe der Zeit wurden diese zu Dörfern und Städten. Arraial Grande war eine der von Goldsuchern gegründeten Siedlungen, aus denen die Stadt Curitiba (1693), die Stadt São José dos Pinhais (1853) und die Stadt Tijucas do Sul (1951) hervorgingen.

### Tropeiros
Die Region diente als direkter Verbindungspunkt zwischen Curitiba und São Francisco do Sul. Her verlief der Caminho dos Ambrósios, ein Teil des Caminho das Tropas, der von den Tropeiros für den Transport von Waren genutzt wurde.

### Europäische Einwanderung
Nach der Unterzeichnung der Lei Áurea 1888, mit der die Sklaverei abgeschafft wurde, bestand die Lösung für die Arbeitskräftemangel in der Landwirtschaft darin, die Einwanderung für Europäer zu öffnen, die als freie Arbeitskräfte kamen. Diese Einwanderer kamen auf der Flucht vor der Armut, die in Europa immer mehr um sich griff. Sie wurden gruppenweise in Kolonien untergebracht. Einige Familien konnten sich in ihren ursprünglichen Kolonien nicht anpassen und verließen diese auf der Suche nach neuen Orten. Das waren die Einwanderer, die nach Tijucas do Sul kamen. Die meisten von ihnen waren Polen, die in Lagoinha, Rio Abaixo, Rio de Una und Saltinho neue Orte zum Sich-Niederlassen fanden.

### Föderalistische Revolution 1893 bis 1895
Im 19. Jahrhundert war Tijucas do Sul Schauplatz der föderalistischen Revolution von 1893 zwischen Pica-Paus (Legalisten, deutsch: Buntspechte) und Maragatos (Revolutionären aus Rio Grande do Sul), die als der gewalttätigste Bürgerkrieg Brasiliens gilt. Das 8. Kavallerie-Bataillon kam im Oktober 1893 von Curitiba an die Grenze zu Santa Catarina. Es kampierte in Povoação, wo es die Häuser verlassen vorfand, weil die Bewohner am Vortag aus Angst geflohen waren. Es entbrannten heftige Kämpfe, die acht Tage lang andauerten, bis sich die Pica-Paus im Januar 1894 zurückzogen. Der Widerstand in Tijucas do Sul und in Lapa war entscheidend für den schlussendlichen Sieg der Legalisten und die Konsolidierung der neu gegründeten Republik.

### Erhebung zum Munizip
Tijucas do Sul wurde durch das Staatsgesetz Nr. 790 vom 14. November 1951 aus São José dos Pinhais ausgegliedert und in den Rang eines Munizips erhoben. Es wurde am 14. Dezember 1952 als Munizip installiert.

## Geografie

### Fläche und Lage
Tijucas do Sul liegt auf dem Primeiro Planalto Paranaense (der Ersten oder Curitiba-Hochebene von Paraná). Seine Fläche beträgt 672 km². Es liegt auf einer Höhe von 927 Metern.

### Vegetation
Das Biom von Tijucas do Sul ist Mata Atlântica.

### Klima
Das Klima ist gemäßigt warm. Es werden hohe Niederschlagsmengen verzeichnet (2012 mm pro Jahr). Im Jahresdurchschnitt liegt die Temperatur bei 17,2 °C. Die Klimaklassifikation nach Köppen und Geiger lautet Cfb.

### Gewässer
Tijucas do Sul liegt im Einzugsgebiet des Rio Iguaçu und des Atlantik. Der linke Iguaçu-Nebenfluss Rio Negro bildet die südliche Grenze des Munizips. Er entspringt im Südosten des Munizips auf 1324 m Höhe am Westhang des Morro do Munhoz (1423 m). Die nordwestliche Grenze bildet der rechte Negro-Nebenfluss Rio da Várzea. Entlang der nordöstlichen Grenze fließt der Rio São João von der Serra do Mar zum Rio Cubatão, der wiederum direkt zum Atlantik fließt. Der São João wird im Nordosten des Munizips mit der Talsperre Votorossa aufgestaut.

### Straßen
Tijucas do Sul ist über die PR-281 an die BR-376 angebunden, die das Munizip im Norden durchquert.

### Nachbarmunizipien
| Mandirituba   | São José dos Pinhais                        |           |
|               | Kompassrose, die auf Nachbargemeinden zeigt | Guaratuba |
| Agudos do Sul | Campo Alegre (Santa Catarina)               |           |

## Stadtverwaltung
Bürgermeister: José Altair Moreira, PP (2021–2024)
Vizebürgermeister: Claudemir Pereira da Rocha, PROS (2021–2024)

## Demografie

### Bevölkerungsentwicklung
| Jahr | Einwohner | Stadt | Land |
| ---- | --------- | ----- | ---- |
| 1960 | 12.751    | 8 %   | 92 % |
| 1970 | 7.848     | 5 %   | 95 % |
| 1980 | 8.001     | 10 %  | 90 % |
| 1991 | 10.224    | 12 %  | 88 % |
| 2000 | 12.260    | 15 %  | 85 % |
| 2010 | 14.537    | 16 %  | 84 % |
| 2022 | 17.621    |       |      |

Quelle: IBGE (2011) und Volkszählung 2022

### Ethnische Zusammensetzung
| Gruppe * | 1991    | 2000    | 2010    | wer sich als …                                                                   |
| --- | ------- | ------- | ------- | -------------------------------------------------------------------------------- |
| Weiße | 89,7 %  | 82,9 %  | 71,7 %  | weiß bezeichnet                                                                  |
| Schwarze | 1,8 %   | 4,3 %   | 4,1 %   | schwarz bezeichnet                                                               |
| Gelbe | 0,3 %   | 0,0 %   | 0,6 %   | von fernöstlicher Herkunft wie japanisch, chinesisch, koreanisch etc. bezeichnet |
| Braune | 8,1 %   | 12,6 %  | 23,2 %  | braun oder als Mischung aus mehreren Gruppen bezeichnet                          |
| Indigene | 0,1 %   | 0,1 %   | 0,5 %   | Ureinwohner oder Indio bezeichnet                                                |
| ohne Angabe | 0,1 %   | 0,0 %   | 0,0 %   |                                                                                  |
| Gesamt | 100,0 % | 100,0 % | 100,0 % |                                                                                  |
| *) Das IBGE verwendet für Volkszählungen ausschließlich diese fünf Gruppen. Es verzichtet bewusst auf Erläuterungen. Die Zugehörigkeit wird vom Einwohner selbst festgelegt. |         |         |         |                                                                                  |

Quelle: IBGE (Stand: 1991, 2000 und 2010)

## Tourismus
An Naturschönheiten finden sich in der Region die Quellen des Rio Negro und des Rio da Várzea mit mehreren Wasserfällen sowie Gebirgszüge, Täler und Stauseen. Das subtropische Klima und die Landschaft begünstigen die Zucht von Pferden verschiedener Rassen und fördern den ländlichen und ökologischen Tourismus. Derzeit gibt es vier ausgewiesene Rundwanderwege: Circuito Cachoeiras do Saltinho, Circuito Orgânicos da Serra, Caminho dos Ambrósios und Circuito do Cogumelo Champignon. Die Naturspaziergänge bieten den Besuchern die Möglichkeit, die landschaftlichen Schönheiten kennen zu lernen und Produkte und Kunsthandwerk der Gemeinde zu erwerben.
Die Gemeinde wurde von dem aus Österreich stammenden Künstler Sergius Erdelyi zu seinem Wohnsitz erkoren. Seit Mitte der 1970er Jahre lebte er in Tijucas do Sul, wo er mehr als 4000 katalogisierte und registrierte Werke hinterlassen hat. Mehrere dieser Werke sind in Kirchen, Kapellen, öffentlichen Einrichtungen und Museen zu sehen.

## Wirtschaft

### Landwirtschaft und Extrativismus
Die Wirtschaft des Ortes basiert auf Landwirtschaft und Viehzucht, insbesondere auf dem Anbau von Mais, Kartoffeln, Sojabohnen, Bohnen, biologischem Anbau, Champignons und Erdbeeren. Hinzu kommt der Abbau von Ton und Kaolin sowie die Gewinnung von Holz und Mate. Die Industrialisierung ist zwar gering, aber sie entwickelt sich langsam.

### Kennzahlen
Mit einem Bruttoinlandsprodukt pro Einwohner von 19.467,06 R$ (rund 4.300 €) lag Tijucas do Sul 2019 an 350. Stelle der 399 Munizipien Paranás.
Sein mittelhoher Index der menschlichen Entwicklung von 0,636 (2010) setzte es auf den 376. Platz der paranaischen Munizipien.